# 太平洋交匯處 (愛荷華州)
太平洋交滙處（英語：Pacific Junction）是一個位於美國愛荷華州米爾斯縣的城市。

## 地理
太平洋交滙處的座標為41°01′06″N 95°48′00″W / 41.01833°N 95.80000°W，而該地的平均海拔高度為291米（即955英尺）。

## 人口
根據2010年美國人口普查的數據，太平洋交滙處的面積為1.97平方千米，當中陸地面積為1.97平方千米，而水域面積為0.00平方千米。當地共有人口471人，而人口密度為每平方千米239人。